# Horia Aramă
Horia Aramă (n. 4 noiembrie 1930, Iași – d. 22 octombrie 2007, Constanța) a fost un prozator, eseist, scenarist BD, traducător, critic, redactor, dramaturg și poet român.

## Biografie
S-a născut la 4 noiembrie 1930 într-o familie de evrei din Iași.

### Studii
Absolvent al Școlii de literatură Mihai Eminescu, București, 1954.

### Debut și activitate literară
A debutat în 1950 cu versuri pentru copii. În SF debutează cu o povestire despre mutanți, "Omul care are timp", apărută în nr. 233/1964 al C.P.S.F. În 1966 publică o primă culegere de povestiri SF intitulată "Moartea păsării-săgeată", în care piesele de bază sunt "Pălăria de pai" și "Pianul preparat". În 1967 publică o a doua culegere, "Cosmonautul cel trist". În 1972 a apărut Țărmul interzis, iar în 1976 Verde Aixa.
În 1974, în antologia Pălăria de pai apare povestirea sa „Bomba”, aceasta va fi republicată în Întoarcere pe Planeta Albastră din 1989.
A fost redactor la Radio București, apoi la revistele Luminița și Cutezătorii. În 1990 a fost redactor-șef al revistei Start 2001.
A scris și povestirea științifico-fantastică „Planeta celor doi sori”.

### Afilieri
- Membru al Uniunii Scriitorilor din România
- Associazione Internazionale per gli Studii sulle Utopie – Roma
- The Society of Utopian Studies – Arlington (Texas)
- Utopian Studies Society – Bristol
- Centro Interdepartimentale di Ricerca sull’Utopia – Bologna
- H.G. Wells Society – Londra
- William Morris Society – Londra

### Literatură fantastică șistiințifico-fantastică
- Păsări călătoare (1955)
- De la Om la Om (1960)
- Moartea păsării-săgeată (Editura Tineretului, 1966)
- Cosmonautul cel trist (Editura Tineretului, 1967)
- Dincolo de paradis (1983)
- Dumnezeu umbla desculț (Editura pentru literatură, 1968)
- Țărmul interzis (Editura Albatros, 1972)
- Pălăria de pai (Editura Cartea Românească, 1974)
- Jocuri de apă (Editura Cartea Românească, 1975)
- Verde Aixa (Editura Albatros, 1976)
- Cetatea soarelui (Editura Cartea Românească, 1978)
- Planeta celor doi sori

### Trilogia de studii despre utopie
- Colecționarul de insule (Ed. Cartea Românească, 1981),
- Insulele fericite (Ed. Cartea Românească, 1986),
- O insulă în spațiu (Ed. Cartea Românească, 1991).

### Almanahul Anticipația
- Povestirea „Planeta celor doi sori” a fost publicată în almanahul Anticipația din anul 1986.

### Poezie
- "Scări la stele" (1965) - versuri intelectualiste

### Teatru
- "Simpaticul Charlie". Piesa de teatru a apărut în 1961 în revista Teatru din București și a văzut lumina rampei în același an la Teatrul Evreiesc de Stat din Iași.[4]
- Femeia cosmică, CPSF #244 / 15.01.1965

### Benzi desenate
- Planeta răpită, scenariu Horia Aramă, ilustrații de Pompiliu Dumitrescu, revista Cutezătorii, 1969

## Premii
- Premiul Uniunii Scriitorilor, în 1967.[5]